# Megachile heinii
Megachile heinii är en biart som beskrevs av Kohl 1906. Megachile heinii ingår i släktet tapetserarbin, och familjen buksamlarbin. Inga underarter finns listade i Catalogue of Life.